# Bjarte Engen Vik
Bjarte Engen Vik (* 3. března 1971 Tromsø) je bývalý norský reprezentant v severské kombinaci, závodník klubu Bardufoss og Omegn IF.
Byl členem norského družstva, které vyhrálo mistrovství světa juniorů v klasickém lyžování na Štrbském Plese v roce 1990. V tomto roce také debutoval ve Světovém poháru. Během kariéry vyhrál 26 závodů Světového poháru a v 61 závodě byl na stupních vítězů, v celkové klasifikaci vyhrál v sezónách 1997/98 a 1998/99, druhý byl 1994/95 a 1999/00 a třetí 1996/97 a 2000/01. Na olympiádě byl na domácí půdě v Lillehammeru 1994 druhý ve štafetě 3×10 km a třetí v individuálním závodě, v Naganu 1998 získal double, když vyhrál závod jednotlivců i štafetu 4×5 km. Je pětinásobným mistrem světa: dvakrát ve štafetě, dvakrát v závodě jednotlivců (velký můstek a běh na 15 km) a jednou ve sprintu (střední můstek a běh na 7,5 km). Pětkrát po sobě v letech 1996 až 2000 vyhrál Holmenkollenský lyžařský festival v individuálním závodě a v letech 1997 a 2000 byl první i ve sprintu. Je devítinásobným mistrem Norska v severské kombinaci, získal také bronzovou medaili na národním šampionátu ve skoku na lyžích 1998.
V roce 1997 mu byla udělena Holmenkollenská medaile. Kariéru ukončil v roce 2001 a stal se trenérem.